# Juan Pedro Garrahan
Juan Pedro Garrahan Nóbile fue un médico, pediatra y profesor universitario argentino. Nació en Buenos Aires, el 24 de septiembre de 1893, y falleció en la misma ciudad, el 3 de abril de 1965. Cursó sus estudios primarios y medios en el colegio Lacordaire de los Domínicos.
En 1908 ingresó en la Facultad de Medicina de la Universidad de Buenos Aires y se graduó en 1915 con Diploma de Honor. Se desempeñó en la maternidad del Hospital Rivadavia, en el Hospital Rawson y en el Hospital de Clínicas, desempeñando en este último hospital servicio en Cirugía Infantil y en Clínica Pediátrica. 
También fue jefe del Departamento de Puericultura del Instituto de Maternidad de la Sociedad de Beneficencia, dictó la cátedra de Clínica Pediátrica y fue miembro de honor de las sociedades de pediatría de París, Madrid, Montevideo y Río de Janeiro.

## Publicaciones
Fue autor de numerosas publicaciones en revistas especializadas del país y del exterior, escribió en los Archivos Argentinos de Pediatría -órgano oficial de la Sociedad Argentina de Pediatría- y se desempeñó, también, como su director. Publicó varios libros, entre ellos:
- Medicina Infantil (siete ediciones, 1921-1951).
- Tuberculosis en la Primera Infancia (1943).
- Raquitismo (1967).
- Acrodinia (1966).
- Lecciones de Medicina Infantil (1949-1953).
- La Salud del Hijo (1966).
- La Pediatría: ciencia y arte (1956).
- Terapéuticas y Profilaxis en Pediatría (cuatro ediciones, 1969,1973, 1980, 1986).

## Reconocimientos
En el año 1979 durante el Gobierno de Facto , la  Secretaría de Salud Pública de la Nación, en su honor, le puso su nombre al Hospital Nacional de Pediatría.